# Eschlikon, Thurgau
Eschlikon är en ort och kommun i distriktet Münchwilen i kantonen Thurgau, Schweiz. Kommunen har 4 901 invånare (2023).
Kommunen består av orterna Eschlikon, Wallenwil och Hurnen.